# Felecia
Felecia est une actrice américaine née le 1er mars 1972 à Tacoma dans l'État de Washington. Elle a gagné 7 awards, tous dans des scènes lesbiennes et a tourné plus de 280 films. Elle est membre de l'AVN Hall of Fame.

## Récompenses
AVN Awards
- 2007, Best All-Girl Sex Scene – Film - FUCK avec Clara G, Jessica Drake et Katsumi
- 2002, Best All-Girl Sex Scene – Video - Where The Girls Sweat 5' avec Chloe, Taylor St. Clair et Sindee Coxx
- 1996, Best All-Girl Sex Scene – Video - Takin' It To The Limit 6 avec Traci Allen, Careena Collins, Jill Kelly et Misty Rain
- 1996, Best All-Girl Sex Scene – Film - Fantasy Chamber avec Jenteal et Misty Rain
- 1995, Best All-Girl Sex Scene – Video - Buttslammers 4 avec Bionca et Debi Diamond

XRCO Awards
- 1997, Best Girl/Girl Sex Scene - Beyond Reality 1 avec Careena Collins
- 1996, Best Girl/Girl Sex Scene - Takin' It To The Limit 6 avec Traci Allen, Careena Collins, Jill Kelly et Misty Rain

## Filmographie
- Flawless (2007)
- Fuck (2006)
- Jenna Depraved (2006)
- Charmane Star Revealed (2006)
- Private: Sex Positions (2006)
- Secrets of the Velvet Ring (2005)
- ATV 1: Party Like a Porn Star (2005)
- Expose (2005)
- Barnyard Babes (2005)
- Spring Break Sex Kittens (2005)
- Summer School Sex Kittens (2005)
- Girl on Girl (2004)
- Babes Illustrated 14 (2004)
- Cum One, Cum All 2 (2004)
- Eye Candy 3 (2004)
- High Desert Pirates (2004)
- JKP All Latin 3 (2004)
- Pillow Talk (2004)
- Strapped (2004)
- WMB: Weapons of Masturbation (2003)
- Double Booked (2003)
- Heat (2003)
- Summer Camp Sun Bunnies (2003)
- Falling from Grace (2003)
- Sorority Sex Kittens 6 (2003)
- Melted Pink (2003)
- 100% Strap-on (2003)
- 18, Wild and Horny (2003)
- Aces in the Holes (2003)
- After Hours (2003)
- Anal Addicts 11 (2003)
- Barefoot Beauties (2003)
- Cumback Pussy Platinum 2 (2003)
- Deep Inside Monica Mayhem (2003)
- Deep Inside Sunset Thomas (2003)
- Female Ejaculation Review (2003)
- I Love Lesbians 13 (2003)
- I Love Lesbians 12 (2003)
- Island Girls (2003)
- More Than a Touch of Klass (2003)
- Perfect Pouts (2003)
- Pussy Foot'n 2 (2003)
- Pussyman's Decadent Divas 22 (2003)
- Real Female Orgasms 4 (2003)
- Real Lesbians 6: Teanna Loves Venus (2003)
- The Best of Jezebelle Bond (2003)
- Zodiac Rising (2003)
- The Best of Perfect Pink, Again (2002)
- Sodomania 38: Special (2002)
- Private Gold 53: Center of Sex (2002)
- Floss (2002)
- Behind the Scenes of 'Dripping Wet Sex' (2002)
- Dripping Wet Sex 4 (2002)
- Midnight Librarians (2002)
- Sweetwater (2002)
- Too Many Blonde Moments (2002)
- Shay Sweet's Revenge (2001)
- Euphoria (2001)
- Ten Little Angels (2001)
- Buttslammers 20 (2001)
- Design for Desire (2001)
- Perfect Pink 8: Red Hot (2001)
- Where the Girls Sweat 5 (2001)
- I Love Lesbians 8 (2000)
- All Girl Pussy Lickers (2000)
- Blonde Brigade (2000)
- Devoured (2000)
- Dreamquest (2000)
- Filthy Fuckers #196: Down in the Valley (2000)
- Filthy Fuckers #194: Suck My Handle (2000)
- Flash! (2000)
- Generation Sex (2000)
- Hot Wet Sex (2000)
- Marilyn Whips Wallstreet (2000)
- No Man's Land 30 (2000)
- Sorority Sex Kittens 4 (2000)
- Sorority Shower Cam (2000)
- When the Boyz Are Away the Girlz Will Play 2 (2000)
- When the Boyz Are Away the Girlz Will Play (2000)
- Alexandra Silk's Silk Ties (1999)
- All-Girl Psycho Biker Sluts (1999)
- Babes Illustrated 8: Garage Girls (1999)
- Blown Away (1999)
- Brown Eyed Blondes (1999)
- Diva Girls (1999)
- Electric Sex (1999)
- Ethnicity 2 (1999)
- Eye Candy Refocused (1999)
- Hell on Heels (1999)
- Jill & Jim's Sex Arena (1999)
- Knocking at Heaven's Backdoor (1999)
- No Man's Land 26 (1999)
- No Man's Land: Interracial Edition Volume Two (1999)
- Nymphomercials (1999)
- Oh Those Lovin' Spoonfuls: The Best of Deep Inside Dirty Debutantes 27 (1999)
- Perfect Pink 4: Wired Pink Gangbang (1999)
- Perfect Smiles (1999)
- Pretty Girls (1999)
- Rocks That Ass 4 (1999)
- Serenity in Denim (1999)
- Trash Talkin' Coeds (1999)
- United Colors of Ass: Part II (1999)
- The Sweet Life (1998)
- The Kiss (1998)
- A Girl's Affair 16 (1998)
- Big-Ass Greek Machine on Butt Row (1998)
- Chasin' Pink (1998)
- America's 10 Most Wanted 3 (1998)
- Babes Illustrated 7: Swimsuit Edition (1998)
- Babewatch 6 (1998)
- Claudia & Felicia Double Feet-ures (1998)
- Couples (1998)
- Deep Inside Dirty Debutantes 20 (1998)
- Erotic Illusions (1998)
- Eye Candy (1998)
- First Time Ever 5: Just Jill (1998)
- I Love Lesbians 4 (1998)
- Infinite Bliss (1998)
- Leg Sex Dream (1998)
- Sex Offenders #3 (1998)
- Simply More Soles (1998)
- Suite Seduction (1998)
- The Good, the Bad & the Wicked (1998)
- The Rear Arrangers (1998)
- Weekend at Farrah's (1997)
- Ancient Secrets of the Kama Sutra (1997)
- Big Game (1997)
- Blaze (1997)
- Convention Cuties (1997)
- Creatures of the Night (1997)
- Dark Angel (1997)
- Dirty Bob's Xcellent Adventures 35 (1997)
- Everybody Wants Some Bionca Style (1997)
- Hollywood Spa (1997)
- I Love Lesbians Too (1997)
- In Cold Sweat (1997)
- Jenna's Built for Speed (1997)
- Misty Cam's Birthday Party (1997)
- More Dirty Debutantes 65 (1997)
- New Wave Hookers 5 (1997)
- Open Wide (1997)
- Shameless Desire (1997)
- Sinister Sister (1997)
- Sodomania: Slop Shots 2 (1997)
- The House That Black Built (1997)
- The Very Best of Leg Sex Series 1 (1997)
- Up and Cummers 39 (1997)
- Adam and Eve's House Party (1996)
- Anal and DP Gangbang (1996)
- Babes Illustrated 5 (1996)
- Carnal Garden (1996)
- Cheerleader Strippers (1996)
- Compendium of Bruce Seven's Most Graphic Scenes 6 (1996)
- Creme De Femme: The Video Series (1996)
- Cumback Pussy 4 Get Some (1996)
- Cumback Pussy 2 (1996)
- Deep Behind the Scenes with Seymore Butts 1 (1996)
- Diva 2: Deep in Glamour (1996)
- Felica's Fruity Feet/Bell's Painted Toes (1996)
- Ghost Town (1996)
- Glory Days (1996)
- GoldenRod (1996)
- Here Comes Elska (1996)
- Hotel Sodom 9 (1996)
- Illicit Affairs (1996)
- Jenna Ink (1996)
- Lethal Affairs (1996)
- Lustful Obsessions (1996)
- Mindset (1996)
- Moondance (1996)
- Night Shift Nurses 2 (1996)
- Night Tales (1996)
- Night Vision (1996)
- No Fear (1996)
- Once in a Lifetime (1996)
- Rolling Thunder (1996)
- San Francisco Connection (1996)
- Sensations 2 (1996)
- Sexual Roulette (1996)
- Splattered (1996)
- Strong Sensations (1996)
- Style 3 (1996)
- Telephone Expose (1996)
- The Adventures of Suzy Super Slut 3 (1996)
- This Year's Model (1996)
- Up and Cummers 34 (1996)
- Up and Cummers 26 (1996)
- Valentina: Princess of the Forest (1996)
- The Violation of Missy (1996)
- The XXX Files: Lust in Space (1995)
- Photoplay (1995)
- Fresh Meat: A Ghost Story (1995)
- A Is for Asia (1995)
- Anal Adventures of Bruce Seven (1995)
- Babenet (1995)
- Babes Illustrated 4 (1995)
- Babes Illustrated 3 (1995)
- Bare Essentials (1995)
- Bedlam (1995)
- Beyond Reality: Mischief in the Making (1995)
- Bordello (1995)
- Borderline (1995)
- Checkmate (1995)
- Cloud 9 (1995)
- Cumback Pussy (1995)
- Dear Diary (1995)
- Do Me Nurses (1995)
- Erotic Visions (1995)
- Every Woman Has a Fantasy 3 (1995)
- Fantasies of Alicia Rio: A Sex Play in Five Acts (1995)
- Fantasies of Marilyn (1995)
- Fantasy Inc. (1995)
- Fashion Plate (1995)
- First Time Ever (1995)
- Guns and Lipstick (1995)
- Hawaii (1995)
- Hawaiian Heat 2 (1995)
- Hawaiian Heat (1995)
- Hotel California (1995)
- Hotel Sodom 7 (1995)
- I Love Lesbians (1995)
- Killer Tits (1995)
- Leg Sex in the Sun (1995)
- More Sorority Stewardesses (1995)
- Naked & Nasty (1995)
- Night Play (1995)
- Pick-Up Lines 2 (1995)
- Private Stories 1: A Stairfuck to Heaven (1995)
- Pussyman 12: Sticky Fingers (1995)
- Shock (1995)
- Simply Blue (1995)
- Smells Like... Sex (1995)
- Sorority Stewardesses (1995)
- Star Attraction (1995)
- Starting Over (1995)
- Takin' It to the Limit 6: Nastier Than Ever (1995)
- The Adventures of Studman 3 (1995)
- The Girl with the Heart-Shaped Tattoo (1995)
- The Initiation (1995)
- The Meatman (1995)
- The Other Side (1995)
- The Palace of Pleasure (1995)
- The Passion (1995)
- Up and Cummers 17 (1995)
- Up and Cummers 16 (1995)
- The Violation of Felecia (1995)
- Visions of Seduction (1995)
- What You Are in the Dark (1995)
- Wide Open Spaces (1995)
- Wild Cats (1995)
- Babes Illustrated 2 (1994)
- Babes Illustrated (1994)
- Bad Company (1994)
- Bangkok Nights (1994)
- Bare Ass Beach (1994)
- Dirty Laundry 1 (1994)
- Erotic Obsession (1994)
- Extreme Sex 3: Wired (1994)
- Fantasy Chamber (1994)
- Frankenstein (1994)
- No Man's Land 10 (1994)
- Nude Prisoners (1994)
- Peepshow (1994)
- Sex 3: After Seven (1994)
- The Devil in Miss Jones 5: The Inferno (1994)
- The Pain Connection (1994)
- The Savage (1994)
- Tight Shots (1994)
- Up and Cummers: The Movie (1994)
- Attitude Adjustment (1993)
- A Twist of Payne (1993)
- Buttslammers 4: Down and Dirty (1993)
- Buttslammers III: The Ultimate Dream (1993)
- Crime Doesn't Pay (1993)
- Dangerous Assignment (1993)
- Heaven Scent (1993/I)
- Nude Nurses (1993)
- Porn in the Pen (1993)
- The Orgy 3 (1993)
- The Orgy 2 (1993)
- The Orgy (1993)
- Up and Cummers 2 (1993)
- Up and Cummers 1 (1993)
- Wicked Women (1993)